# NGC 2483
NGC 2483 ist ein offener Sternhaufen im Sternbild Puppis und hat eine Winkelausdehnung von 9,0' und eine scheinbare Helligkeit von 7,6 mag. Er wurde am 22. Januar 1835 von John Herschel entdeckt und wird auch als OCL 677 und ESO 430-SC2 bezeichnet.